# Александровский (Алтайский край)
Александровский — посёлок в Алейском районе Алтайского края России. Входит в состав Совхозного сельсовета.

## География
Находится в центральной части Алтайского края, в лесостепной зоне, вблизи истока реки Горячихи, на расстоянии 12 километров по прямой к юго-востоку от города Алейска. Абсолютная высота 218 метров над уровнем моря. Климат резко континентальный. Средняя температура января: −17,6 °C, июля: +20 °C. Годовое количество осадков: 440 мм.

## История
Деревня Александровская была основана в 1913 году. В 1928 году в ней имелось 110 хозяйств, функционировала школа, проживало 628 человек. В административном отношении являлась центром Александровского сельсовета Алейского района Барнаульского округа Сибирского края.
До 4 декабря 2013 года являлся административным центром и единственным населённым пунктом Александровского сельсовета Алейского района.

## Население
| 1997 | 1998 | 1999 | 2000 | 2001 | 2002 | 2003 |
| ---- | ---- | ---- | ---- | ---- | ---- | ---- |
| 638  | ↘612 | ↘603 | ↘570 | ↘536 | →536 | ↗543 |
| 2004 | 2005 | 2006 | 2007 | 2008 | 2009 | 2010 |
| ↘540 | ↘507 | ↘478 | ↘473 | ↘469 | →469 | ↘406 |
| 2011 | 2012 | 2013 |      |      |      |      |
| ↘402 | ↘379 | ↘348 |      |      |      |      |

Согласно результатам переписи 2002 года, в национальной структуре населения русские составляли 78 %.

## Инфраструктура
Функционируют основная общеобразовательная школа (филиал Приалейской СОШ), сельский клуб, библиотека, фельдшерско-акушерский пункт и отделение Почты России.

## Улицы
Уличная сеть состоит из 11 улиц и 4 переулков.